# 假名 (文字)
假名（日语：／ Kana *，發音：[kana] ⓘ）為日本人创造的表音文字，與漢字共同構成日語的傳統書寫系統。主要有平假名、片假名、萬葉假名等种类，在现代日语中往往指前两种。
「假名」的名稱由來，是因為相對於「真名」，即漢字，名稱中的「假」則為假借之意。現時「假名」的日語讀音是，但其實古時「假名」叫做，之後簡化成為，再簡化成今日的讀音。

## 平假名和片假名
|      | あ行 | か行 | さ行 | た行 | な行 | は行 | ま行 | や行 | ら行 | わ行 |
| ---- | ---- | ---- | ---- | ---- | ---- | ---- | ---- | ---- | ---- | ---- |
| あ段 | あア | かカ | さサ | たタ | なナ | はハ | まマ | やヤ | らラ | わワ |
| い段 | いイ | きキ | しシ | ちチ | にニ | ひヒ | みミ | 𛀆𛄠 | りリ | ゐヰ |
| う段 | うウ | くク | すス | つツ | ぬヌ | ふフ | むム | ゆユ | るル | 𛄟𛄢 |
| え段 | えエ | けケ | せセ | てテ | ねネ | へヘ | めメ | 𛀁𛄡 | れレ | ゑヱ |
| お段 | おオ | こコ | そソ | とト | のノ | ほホ | もモ | よヨ | ろロ | をヲ |
| n    | んン |      |      |      |      |      |      |      |      |      |

1. 1 2 3  此处为万叶假名，现代假名遣中已废止，由其原母音代替。

## 起因
論及假名之起因，則不得不提「萬葉假名」之形成。如日本、韓國、越南等國，雖有自身的語言，卻苦於沒有紀錄的方法，僅能利用口耳相傳來傳述古事。
漢字傳入之後，各國紛紛以漢字為用，日本、朝鮮半島皆興起了「言文二途」之制，即口語使用自國語言，書寫時則只能使用漢文。
然而中、日兩種語言之文法結構迥異，全以漢字行書，有難以表達之處。于是發明了万葉假名，以補足用漢文紀錄日語之不足。万葉假名是將漢字視作單純表音符號的一種表記法。例如當時可以寫「與」→等於今天的「よ、ヨ（yo）」、寫「乃」 →等於今天的「の、ノ（no）」之類。眾人抄寫万葉假名之時，因作為万葉假名之表音漢字其實並不需要如表意漢字般嚴謹，卻需要繁瑣的書寫漢字，導致各種簡化方法遂漸漸出現。如「與」→「与」→「よ、ヨ」之儔。在約定成俗的簡化之後，漸漸成為現代所見之假名。不過，一直到近代統一假名之前，假名仍有多種體系，正是上述假名非一時一地一人之作的佐証。

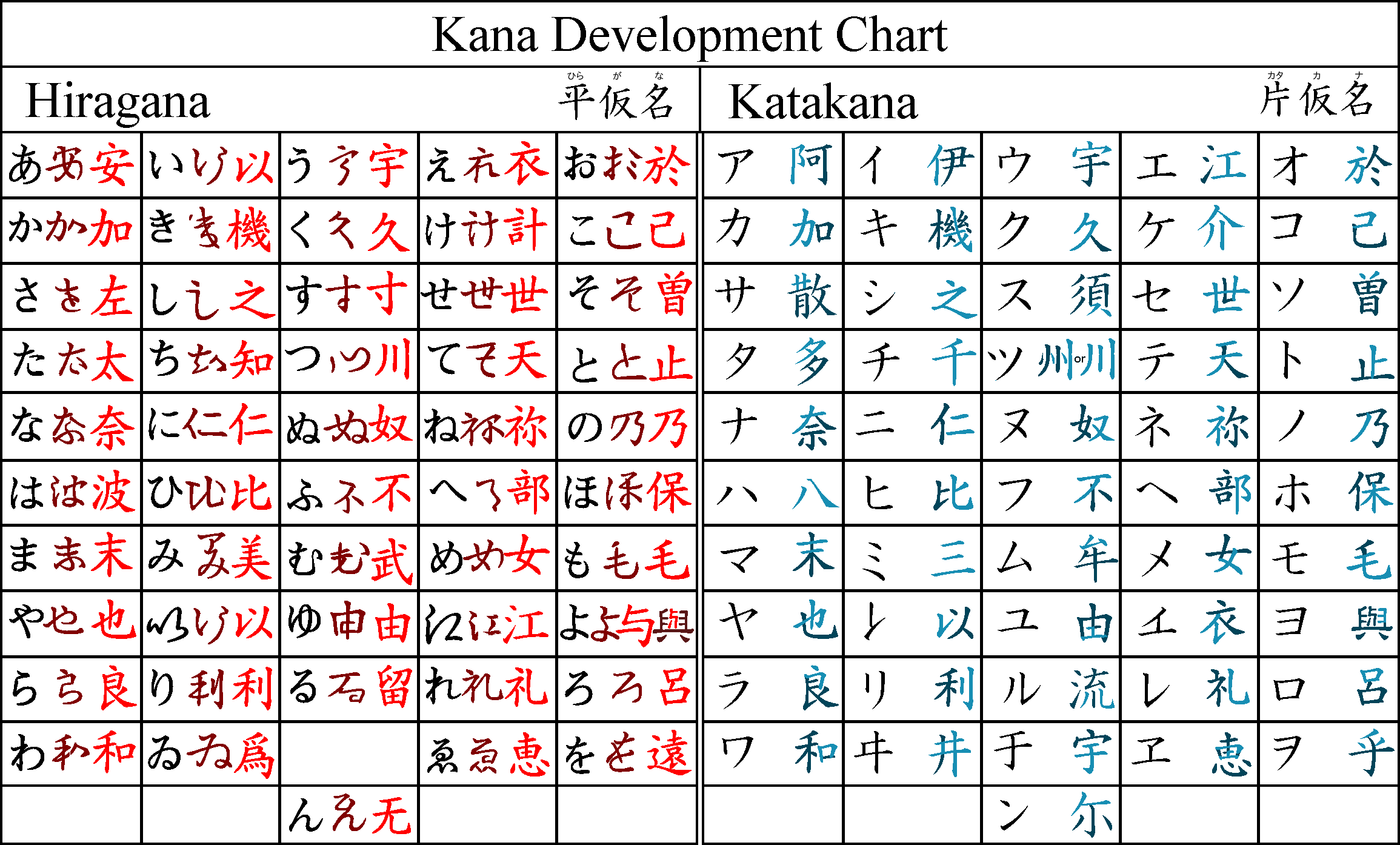
假名的渊源

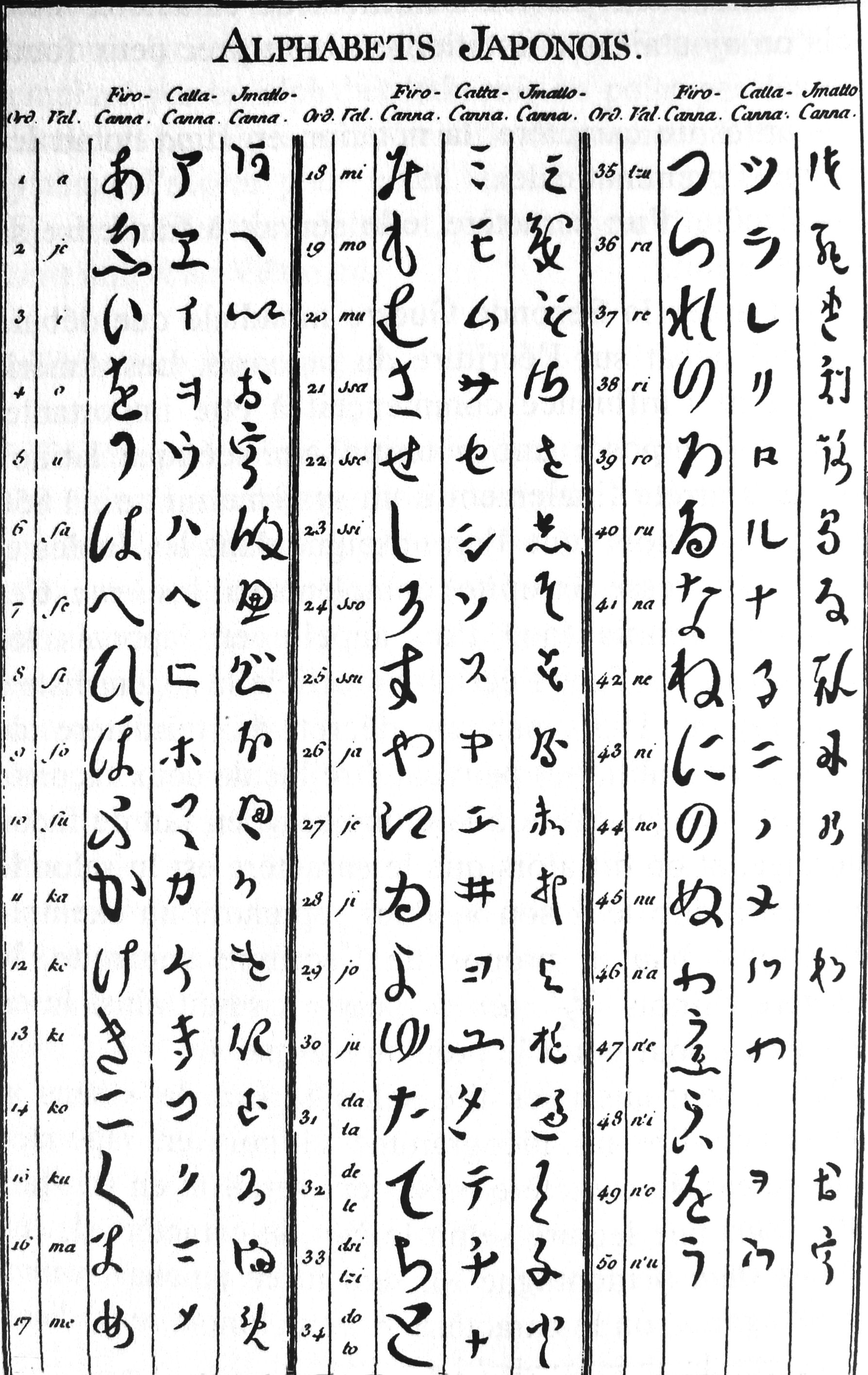
《百科全书，或科学、艺术和工艺详解词典》上面的日语假名表

假名和諺文雖然分別作為日本和韓國的國家文字，但和諺文不同的是，假名多和漢字混合使用，為日語的表音文字一部分。

## 使用
假名為一般書寫日語，但也是日本境內少數民族所使用的琉球語、阿伊努語的文字；在台灣日治時期亦有以假名來標註臺語以及臺灣客家語發音，即為臺灣語假名和廣東語假名。